# イオン阿児店
イオン阿児店（イオンあごてん）は、三重県志摩市にあるイオンリテール株式会社が運営・管理する総合スーパー。

## 概要
志摩郡（当時、現・志摩市）初の大型総合スーパーとして、1996年（平成8年）3月15日に開店。また、三重県内のジャスコでは初めて、同年2月26日にハートビル法の認定を受けた。
2011年（平成23年）3月1日に核店舗の名称をジャスコ阿児店からイオン阿児店へ変更した。
2013年（平成25年）4月16日に改装工事のために一旦閉店し、4月19日に改装を終え、リフレッシュオープンした。

## 沿革
- 1996年（平成8年）
  - 2月26日 - 施設がハートビル法の認定を受ける。
  - 3月15日 - ジャスコ運営の「ジャスコ阿児店」として開店。
- 2006年（平成18年）3月15日 - 開店10周年を迎える。
- 2011年（平成23年）3月1日 - GMS事業の再編に伴い、運営会社がイオンリテールに吸収合併され「イオン阿児店」へ店名変更。
- 2013年（平成25年）4月19日 - 全館リニューアルを実施してオープン。
- 2016年（平成28年）3月15日 - 開店20周年を迎える。
- 2020年（令和2年）4月1日 - 本店を含む全国のイオン直営売場での無料レジ袋配布終了[7]。

## いきいきショップ
2019年（令和元年）8月1日、志摩市志摩町和具の間崎島にイオン阿児店の商品を販売する「いきいきショップ」を開店した。いきいきショップは商店のない間崎島で、イオン阿児店と住民ボランティアが共同で運営する店舗であり、日持ちする食料品や日用品は月2回補充し、生鮮食品は毎週水曜日に受注し、金曜日に店舗へ搬入する。イオン阿児店が担当するのは、阿児店から賢島まで商品を運搬するところまでで、賢島からいきいきショップへの搬入とショップでの販売はボランティアが担当する。営業日時は、毎週月・水・金曜日の9時から12時までである。

## フロアとテナント

### フロア概要
イオン阿児店と24の専門店で構成される。
| 階   | フロア概要                             |
| ---- | -------------------------------------- |
| R階  | 屋上駐車場                             |
| 2階  | 直営売場・専門店街                     |
| 1階  | 食品・直営売場、専門店街、フードコート |
| B1階 | 地下駐車場                             |

### 主なテナント
1階
- 眼鏡市場（メガネ）
- マクドナルド（ファストフード）
- 四六時中（レストラン）
- クイックカットBB（理容室）
- チャンスセンター（宝くじ）

2階
- ハニーズ（レディス）
- キャンドゥ（100円ショップ）
- モーリーファンタジー（アミューズメント）

※テナント情報は2022年5月時点
出店テナント全店の一覧詳細情報は公式サイト「専門店」「フロアガイド」を、営業時間およびATMを設置している金融機関の詳細は公式サイト「営業時間」を参照。

## 周辺
- 阿児ふるさと公園
  - 志摩市立図書館（阿児ライブラリー）
  - 志摩市阿児アリーナ
- 志摩市立文岡中学校

### 周辺のイオングループの店舗
- マックスバリュ鵜方店（プラザ21内）

## アクセス
- 国道167号沿いに位置している。

### 鉄道
- 近鉄志摩線 - 鵜方駅から徒歩約10分（約1km）。

### バス
- 三重交通バス・磯部地域予約運行型バスイオン阿児店停留所下車すぐ。

### 自動車
- 伊勢自動車道 - 伊勢西IC及び伊勢ICより約35分、玉城ICより約44分

### 駐車場
当施設の駐車場は、1,000台利用可能である。
| 施設駐車場 | 駐車台数 | 駐車可能時間 | 備考         |
| ---------- | -------- | ------------ | ------------ |
| 屋上駐車場 | 200      | 9:00 - 21:00 | 高さ制限2.2m |
| １階駐車場 | 380      | 8:00 - 22:00 | 高さ制限2.2m |
| 地下駐車場 | 420      | 8:00 - 22:00 | 高さ制限2.2m |